# Rio Asăul Mic
O Rio Asăul Mic é um rio da Romênia afluente do rio Asău, localizado no distrito de Bacău.